# Edouard Liefmans
Edouard Josephus Carolus Liefmans, meestal vermeld als Liefmans-Bonné, (Oudenaarde, 24 juli 1783 - 21 januari 1844) was een Belgisch burgemeester.

## Levensloop
Edouard Liefmans is de zoon van brouwer Jacobus Liefmans van de gelijknamige brouwerij. Hij was getrouwd met Colette Bonné, vandaar de toevoeging Bonné bij zijn achternaam. Hij was advocaat en pleitbezorger (Frans: avoué) bij de rechtbank van eerste aanleg in Oudenaarde. Hij was daar ook een tijd plaatsvervangend rechter. Hij stond begin van de negentiende eeuw, net als zijn schoonvader Pierre Bonné ook ingeschreven als kleinhandelaar in linnen. 
Liefmans was tussen 1814 en 1817 als adjunct-burgemeester verantwoordelijk voor de burgerlijke stand van Oudenaarde. In 1830 werd hij verkozen tot burgemeester van Oudenaarde en vervulde dit ambt tot aan zijn dood. Hij werd opgevolgd door zijn oudere broer Henri Liefmans.